# Birmingham (Alabama)
Birmingham (pronunciat /'bɝːmɪŋhæm/) és la major ciutat de l'estat federat d'Alabama i la capital del Comtat de Jefferson. També, una part està situada dins el Comtat de Shelby. La població de la mateixa ciutat és de 242.820 habitants, però n'hi ha més d'1.100.000 en l'àrea metropolitana. La ciutat és relativament jove, va ser fundada l'any 1871.

## Història
Birmingham va començar com un centre industrial dels Estats Units on es fabricava acer. La regió tenia tot el que era necessari per a fabricar-lo, i per això, la ciutat cresqué molt ràpidament. Tant que la hi va arribar a denominar-se "La Ciutat Màgica". També, la hi anomenaren moltes vegades "El Pittsburgh del Sud", a causa de les històries similars de les dues ciutats industrials.
Actualment Birmingham està reconeguda com una de les ciutats més important del sud al costat d'Atlanta, Charlotte, Nashville, i Miami. Avui en dia hi ha cinc indústries predominants en Birmingham: l'acer, la banca, la medicina, les assegurances, i la biotecnologia. També Birmingham és el 1r al sud i el 7é dels Estats Units quant a millors oportunitats per a guanyar i estalviar diners.

## Transport
N'hi ha moltes maneres d'arribar a Birmingham. L'àrea està coberta per l'Aeroport de Birmingham. És l'aeroport més gran de l'estat i un dels de major tràfic del sud als Estats Units. L'any passat més de 3.000.000 persones usaren este aeroport. L'aeroport ofereix 160 vols cada dia a més de 37 ciutats en els Estats Units i el món.

## Demografia
Segons el cens de 2000, hi havia 242.820 persones, 98,782 llars, i 59.269 famílies residint en la ciutat. La densitat de població era de 1,619.7 persones per milla quadrada (625,4/km²). Hi havia 111.927 unitats de cases en una densitat mitjana de 746.6/sq mi (288,3/km²). La composició racial de la ciutat era d'un 73,46% Negre o Afroamericà, 24,07% Blanc, 0,17% nadius americans, 0,80% asiàtics, 0,04% de les illes del Pacífic, 0,62% d'altres races, i 0,83% a partir de dues o més races. 1,55% de la població eren hispànics o llatins de qualsevol raça. També hi ha una població libanesa de la ciutat. És una de les poques poblacions de libanesos al sud.
Hi havia 98,782 llars de les quals un 27,7% tenia xiquets amb menys de 18 anys vivint en elles, 31,1% eren parelles casades vivint juntes, el 24,6% tenien una dona sense marit present, i un 40,0% no eren famílies. 34,4% de totes les llars estaven compostes per individuals i un 10,4% tenien alguna persona anciana que tenia 65 anys o més. La mida de la llar mitjana era de 2,37 i la mida mitjana de família era de 3,09.
En la ciutat, la població està dividida, amb un 25,0% amb una edat inferior als 18, un 11,1% dels 18 als 24, un 30,0% dels 25 als 44, un 20,4% dels 45 als 64, i un 13,5% que tenien 65 anys o eren més vells. L'edat mitjana era de 34 anys. Per cada 100 femelles havien 85.7 mascles. Per cada 100 femelles dels 18 anys cap amunt, hi havia 80.4 mascles.
L'ingrés mitjà per a una casa a la ciutat era de $26,735, i l'ingrés mitjà per a una família era de $31,851. Els homes tenien un ingrés mitjà de $28,184 per contra dels $23,641 de les dones. L'ingrés per capita de la ciutat era de $15,663. Sobre un 20,9% de les famílies i un 24,7% de la població estaven per sota de la línia de pobresa, incloent el 35,4% d'eixos menors de 18 anys i el 18,5% d'eixos majors de 65 anys.
Els suburbis del voltant estan ordenats en ordre de població.
| - Hoover: Pob. 73.000 - Vestavia Hills: Pob. 31.051 - Bessemer: Pob. 28.641 - Alabaster: Pob. 27.517 - Homewood: Pob. 23.963 - Mountain Brook: Pob. 20.821 - Pelham: Pob. 20.120 - Trussville: Pob. 17.796 | - Cullman: Pob. 16.675 - Hueytown: Pob. 15.364 - Center Point: Pob. 15.130 - Jasper: Pob. 14.117 - Gardendale: Pob. 13.042 - Fairfield: Pob. 11.547 - Forestdale: Pob. 10.509 - Leeds: Pob. 10.455 | - Moody: Pob. 10.300 - Helena: Pob. 10.296 - Pleasant Grove: Pob. 9.983 - Irondale: Pob. 9.813 - Pell City: Pob. 9.565 - Clanton: Pob. 7.800 - Tarrant: Pob. 7.022 - Fultondale: Pob. 6.853 |

## Esports
Cap dels quatre grans esports d'equip dels Estats Units té franquícies en Birmingham. Diverses lligues menors de futbol americà van tenir franquícies en la ciutat, però les lligues van desaparèixer. Alguns exemples són els Birmingham Americans i els Birmingham Vulcans de la World Football League; els Birmingham Fire de la World League of American Football; i els Birmingham Stallions de la United States Football League.
En canvi, els esports universitaris estan fortament representats per la ciutat. La Universitat d'Alabama i la Universitat d'Auburn participen en futbol americà, mentre que la Universitat d'Alabama en Birmingham competeix en bàsquet.
Existeixen dos circuits de carreres propers a Birmingham: Talladega Superspeedway, l'oval més llarg dels Estats Units, i Barber Motorsports Park, on es corren curses de grans turismes i de motociclisme de velocitat.
Birmingham posseeix dos camps de golf que albergaren competicions del PGA Champions Tour: el Greystone Golf & Country Club, seu del Memorial Classic fins al 2005; i el Ross Bridge Golf Resort and Spa, seu del Regions Charity Classic.

## Personatges il·lustres
- Mel Allen, comentarista esportiu.
- Edward Osborne Wilson (1929) entomòleg i biòleg. Premi Internacional Catalunya de l'any 2007.
- Sonia Sánchez, escriptora afroamericana